# Janšichovo-Norvaši
Janšihovo-Norvaši (in russo: Яншихово-Норваши; in ciuvascio: Е́нĕш Нăрва́ш, Énĕš Nărváš) è una località rurale (un selo) del Jantikovskij rajon della Repubblica autonoma della Ciuvascia, in Russia.

## Infrastrutture e trasporti
Nel villaggio c'è un centro culturale con annesso auditorium, una biblioteca, un pronto soccorso, svariati negozi e un piccolo conservatorio. Il villaggio è prevalentemente alimentato a gas.